# 湛涵灘
湛涵滩位于南中国海西沙群岛的宣德群岛中，位于滨湄滩东北方。由三组暗礁组成，珊瑚底质，水深约15米。1935年公布名称为“则衡志尔滩”（英語：Jehangire Bank）。1947年和1983年公布名称均为“湛涵滩”。中国渔民俗称“仙桌”、“八辛郎”
湛涵滩现有中华人民共和国政府实际控制，行政上划归海南省三沙市管辖。越南政府亦声称拥有其主权。